# بكاء غابرييل (رواية)
بكاء غابرييل (بالإنجليزية: Gabriel's Lament)‏ هي رواية للكاتب البريطاني بول بيلي نشرت في عام 1986 عن دار نشر بنغوين بوكس. دخلت القائمة القصيرة لجائزة بوكر الأدبية عام 1986.

## القصة
الراوي هو غابرييل هارفي، ويحكي عن صبي تتغير حياته بشكل درامي حين يرث أبوه ثروة من المال وأمه تختفي فجأة. يفكر غابرييل في البداية أن غياب أمه مؤقت، لكنه يدرك أن الأمر ليس كذلك. وتوضح الرواية كيف يتعامل غابرييل مع حقائق غيابها الذي يعتبره انفصالاً كاملاً عن حياته.